# Ideal (Geórgia)
Ideal é uma cidade localizada no estado americano de Geórgia, no Condado de Macon.

## Demografia
Segundo o censo americano de 2000, a sua população era de 518 habitantes.
Em 2006, foi estimada uma população de 487, um decréscimo de 31 (-6.0%).

## Geografia
De acordo com o United States Census Bureau tem uma área de 3,0 km², dos quais 3,0 km² cobertos por terra e 0,0 km² cobertos por água.

## Localidades na vizinhança
O diagrama seguinte representa as localidades num raio de 24 km ao redor de Ideal.